# Бирюков, Анатолий Николаевич
Анато́лий Никола́евич Бирюко́в (18 февраля 1939, Лопасня, Московская область, РСФСР, СССР — 24 февраля 1979, Москва, РСФСР, СССР) — советский серийный убийца и непиофил, известный как «Охотник за младенцами». Совершал убийства в сентябре—октябре 1977 года. Расстрелян по приговору суда в 1979 году.

## Биография

### Жизнь до преступлений
Анатолий Бирюков родился 18 февраля 1939 года в подмосковном рабочем посёлке Лопасня — будущем городе Чехове. Его отец Николай Иванович Бирюков — военачальник Советской Армии, генерал-лейтенант, Герой Советского Союза. В детстве в результате несчастного случая (попытался распилить боевой патрон, из-за чего тот взорвался и изуродовал осколками лицо мальчика) Бирюков получил серьёзные ожоги лица, левой груди и обеих рук, что отразилось на его внешности, оставив серьёзные шрамы на всю оставшуюся жизнь. Сам Бирюков пояснял окружающим происхождение своих шрамов тем, что «в детстве случайно опрокинули на меня кастрюлю с супом». В школе над ним издевались одноклассники, у него не было друзей, в результате чего будущий убийца рос тихим, замкнутым и нелюдимым. Тем не менее Бирюков был женат, у него было 2 дочери (по некоторым источникам — сын). В повседневной жизни Бирюкова описывали как доброго и вежливого человека, так что когда впоследствии он был арестован за убийства, то никто из его знакомых не мог поверить в его виновность. Работал Бирюков слесарем, на которого выучился после окончания школы.

### Первые преступления
Первое преступление Анатолий Бирюков попытался совершить ещё в 1971 году, угнав коляску от детской поликлиники, однако мать малыша вовремя вернулась и подняла крик, в результате чего Бирюкова быстро задержали. Однако тогда Бирюков сказал милиционерам, что хотел «неудачно подшутить» над матерью, оставившей коляску без присмотра, в результате чего отделался лишь профилактической беседой и штрафом за нарушение общественного порядка. Уже через год Бирюков вторично попытался угнать коляску с малышом, однако тогда последствия оказались значительно серьёзнее, он был приговорён к 3 годам лишения свободы за кражу коляски. Пока Бирюков отбывал наказание, жена оформила с ним развод. Выйдя на свободу, Бирюков устроился слесарем в строительное управление, где и проработал до ареста.

### Убийства
Маньяк совершал преступления по одной и той же схеме: похищение младенца из коляски, доставка его в безлюдное место, совершение с младенцем насильственного полового акта, убийство. Первое убийство Бирюков совершил 16 сентября 1977 года. Совершить половой акт с первой жертвой он не успел, так как его спугнули. Сильный удар ножом в живот чуть не разрубил младенца пополам. 19 сентября в центре Москвы у магазина «Детский мир» маньяк похитил и изнасиловал ещё одного младенца. Затем в течение трёх недель он похитил и убил ещё трёх младенцев. Трое из пяти жертв Бирюкова погибли непосредственно от последствий изнасилования, поскольку таковое нередко наносит младенцам смертельный вред здоровью. Бирюков был гетеросексуалом, однако, совершая преступления, он насиловал как мальчиков, так и девочек.

### Арест, следствие и суд
Министр внутренних дел Николай Щёлоков докладывал о розыске маньяка лично Брежневу, милиция проводила широкие разыскные мероприятия, в частности, облавы и массовые проверки. Подобные действия являются одной из крупнейших поисковых операций в истории Московского уголовного розыска. Во время попытки похитить шестого младенца прохожие стали преследовать маньяка. Бирюкову удалось скрыться, но догонявшие хорошо рассмотрели его внешность. 24 октября 1977 года маньяка идентифицировали и арестовали. Как установили многочисленные медицинские комиссии, он страдал специфической страстью именно к младенцам (непиофилией), которая встречается намного реже, нежели влечение к детям старше 6—7 лет. При этом Бирюков заявлял следователям, что пришёл к решению о совершении преступлений именно против младенцев сознательно. Основным мотивом совершения злодеяний сам он называл отказ жены поддерживать с ним сексуальные отношения.
В 1978 году суд приговорил Анатолия Бирюкова к высшей мере наказания — смертной казни через расстрел. Маньяк неоднократно пытался совершить самоубийство, писал кассационные жалобы во все инстанции, но приговор остался прежним. 24 февраля 1979 года Анатолий Бирюков был расстрелян в Москве.

## В массовой культуре
- Документальный фильм «Пустая коляска» из цикла «Следствие вели» (2012)
- Документальный фильм «Охотник за младенцами» из цикла «Без срока давности» (2013)